# Tchir
La rivière Tchir (en russe : Чир) est un cours d'eau de Russie et un affluent de la rive droite du Don.

## Géographie
Elle arrose les oblasts de Rostov et de Volgograd.
La Tchir est longue de 317 km et draine un bassin de 9 580 km2. À 10 km de son embouchure, le débit moyen de la Tchir est de 12 m3/s. La rivière Tchir prend sa source dans le sud des hauteurs du Don, dans le nord de l'oblast de Rostov, dans une région relativement aride et faiblement peuplée. La Tchir coule d'abord vers l'est, près du Don. Elle incline ensuite vers le sud, traversant une zone de steppe caractéristique du cours inférieur du Don. À quelques dizaines de kilomètres au-dessus de l'embouchure, elle entre dans l'oblast de Volgograd. Elle se jette enfin dans le réservoir de Tsimliansk. La Tchir est gelée depuis la première moitié de décembre jusqu'à la fin de mars. Au cours de l'été son débit tend à diminuer, car elle traverse une zone relativement chaude et sèche.
La Tchir arrose la ville de Sourovikino.